# MAPKAPK3
La proteína cinasa 3 activada por MAP cinasas (MAPKAPK3) es una enzima codificada en humanos por el gen HGNC MAPKAPK3 .
Esta proteína pertenece a la familia de las serina/treonina cinasas (EC 2.7.11.1). MAPKAPK3 actúa como una MAP cinasa activada por cinasas. Las MAP cinasas también actúan como cinasas reguladoras de señales extracelulares (ERKs), siendo así punto de integración de numerosas señales bioquímicas. MAPKAPK3 parece ser activada por inductores de crecimiento y estímulos de estrés en la célula. Estudios in vitro han demostrado que ERK, la MAP cinasa p38 y la cinasa c-Jun N-terminal son capaces de fosforilar y activar a esta cinasa, lo que sugiere un papel de elemento integrador de la señalización tanto en la respuesta a mitosis como a estrés. Esta cinasa interacciona, fosforila y reprime la actividad de E47, un factor de transcripción con un dominio hélice-bucle-hélice implicado en la regulación de la expresión génica específica de tejido y en la diferenciación celular.

## Interacciones
La proteína MAPKAPK2 ha demostrado ser capaz de interaccionar con:
- MAPK14[4]
- TCF3[5]